# 奥热
奥热（法語：Oger，法語發音：[ɔʒe]）是法国马恩省的一个旧市镇，属于埃佩尔奈区。2018年1月1日，奥热和相邻的另外3个市镇合并为新市镇布朗科托（Blancs-Coteaux）。

## 地理
奥热（48°57'28"N, 4°0'44"E）面积15.06 平方千米，位于法国大東部大區马恩省，该省份为法国东北部内陆省份，北起阿登省，西北接埃纳省，西南接塞纳-马恩省，南至奥布省，东南接上马恩省，东临默兹省。
与奥热接壤的市镇（或旧市镇、城区）包括：阿维兹、弗拉维尼、容日、格罗沃、勒梅尼勒叙奥热、鲁菲、新城-雷讷维尔-舍维尼。

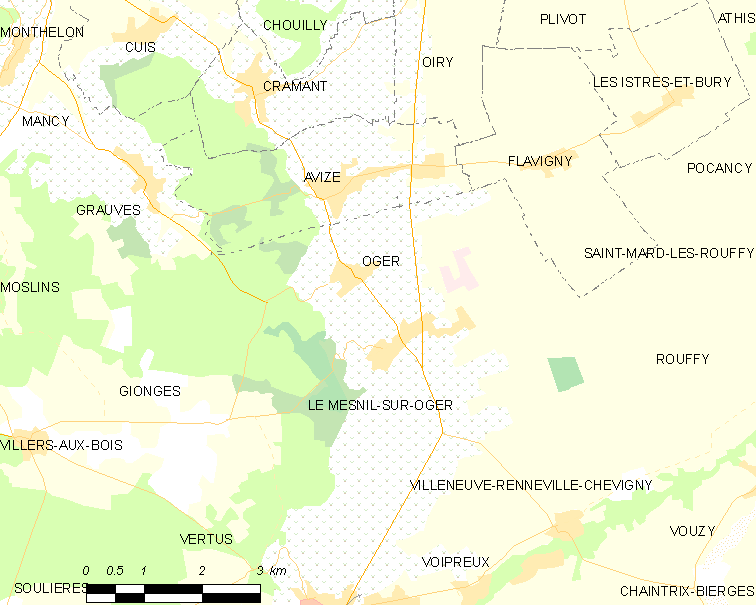
奥热的OSM定位图

奥热的时区为UTC+01:00、UTC+02:00（夏令时）。

## 行政
奥热的邮政编码为51190，INSEE市镇编码为51411。

## 政治
奥热所属的省级选区为韦尔蒂-香槟平原县。

## 人口

1962-2008年间奥热人口变化图示

奥热于2018年1月1日时的人口数量为510人。